# AfterStep

AfterStep est un gestionnaire de fenêtres

AfterStep est un gestionnaire de fenêtres pour le système X Window. Au début, AfterStep était une variante de FVWM modifiée pour ressembler à NeXTSTEP, mais comme les développeurs (parmi lesquels Alfredo Kojima et Guylhem Aznar) ont poursuivi, ce gestionnaire de fenêtres a continué à diverger de ses racines FVWM.
Actuellement il comprend plusieurs modules parmi lesquels un pager, une liste de fenêtres (qui aide à gérer les applications sous forme de fenêtres) et une fonctionnalité de docking appelée the Wharf (qui gère des applets). AfterStep prend également en charge les écrans virtuels et repose sur un ensemble de fichiers de configuration textes pour personnaliser son apparence.
Pour la version 2.0 actuellement, son mainteneur actuel Sasha Vasko a réécrit Afterstep pour utiliser la fonctionnalité des nouvelles bibliothèques graphiques asimagelib.
La version 2.0 est un logiciel libre distribué selon les termes de la licence GNU GPL.
En 2000, le magazine TuxRadar (en) sélectionne AfterStep comme un des meilleurs gestionnaires de fenêtres de l’année.